# Ущелина Лусіос

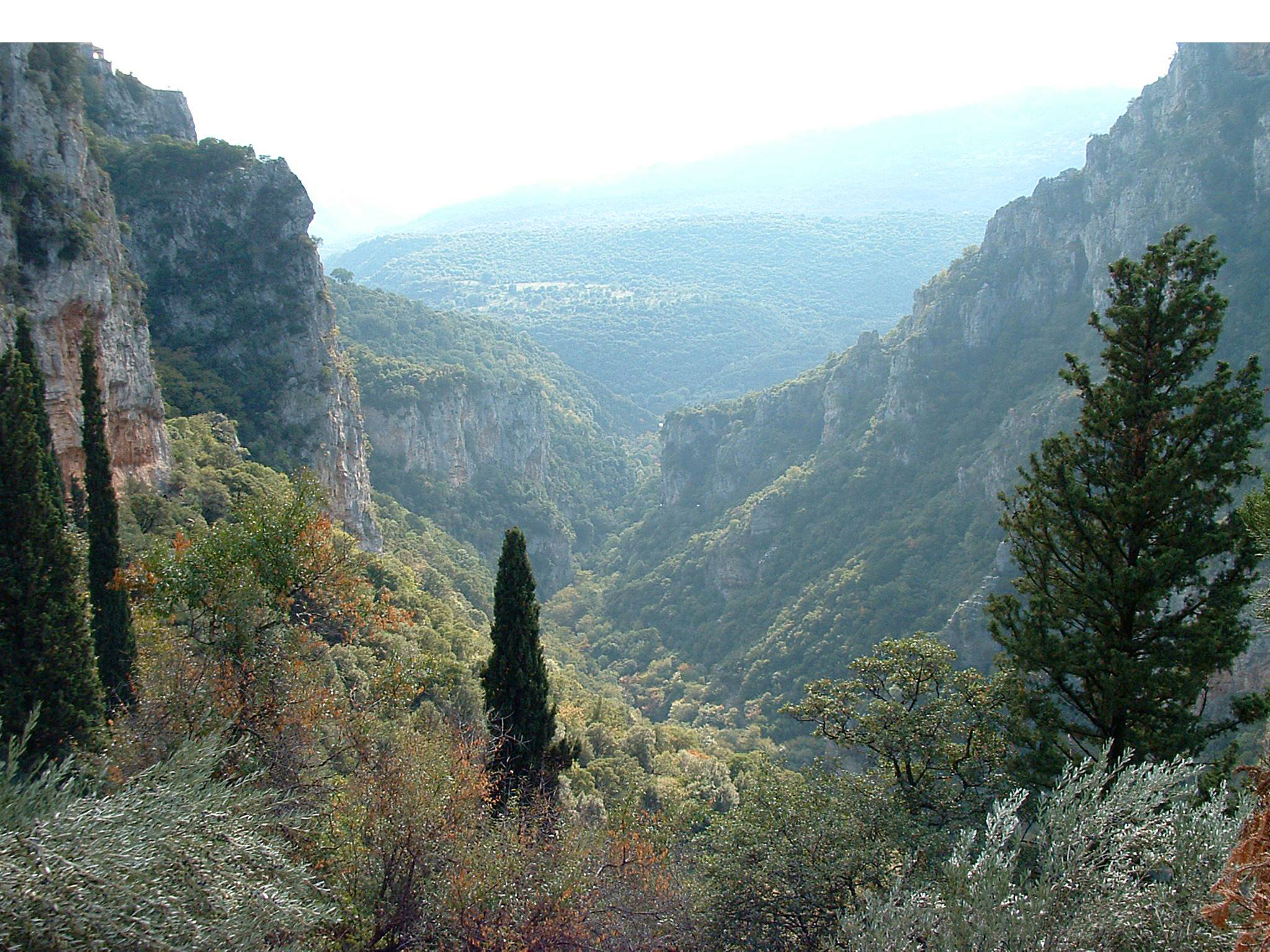
Ущелина Лусіос

Ущелина Лусіос (гр. φαράγγι του Λούσιου) — ущелина річки Лусіос (Λούσιος potaµós), притоки річки Алфей, в західній Аркадії на Пелопоннесі. Джерела  знаходяться в районі Лікочорі, а його вихід до Алфея на2,5 кілометра нижче Карітени. Ущелина довжиною близько 15 км і шириною 2 км простягається вертикально від міста Карітена на півдні до Дімітсани на півночі. У самому вузькому місці має більше 300 м у глибину. Ущелина отримало свою популярність завдяки мальовничим краєвидам вздовж дороги. Велику частину ущелини покривають ліси.
У зв'язку з віддаленістю ущелини, яка знаходиться в горах центрального Пелопоннесу, населення жило відокремлено від решти Греції. У середні століття тут виникли монастирі на скалах. Під час повстань в ущелині Лусіос переховувалися партизани, що боролися за незалежність.
В ущелині прокладені туристичні маршрути. На схилах збереглися численні пам'ятники. До найбільш важливим з них залежать:
- Гортис — руїни древнього лікувального курорту на західному схилі каньйону. На території археологічних розкопок збереглися фундаменти храму Асклепія, бога лікарського мистецтва, з IV ст. до н. е. і лазні з того ж періоду. Серед руїн виділяється круговий портик з місць із закругленими спинках, який колись входив до складу лікувального комплексу. Недалеко від стародавнього Гортису знаходиться середньовічний Міст Коккорас і  візантійська церква Св. Андрія XI століття.

- Монастир Ajiu Ioannu Prodromu -  монастир XII століття на східному березі струмка, дотримуючись скельного схилу. Є чоловічим монастирем, в якому можуть проживати одночасно не більше ніж 15 ченців. Всередині знаходиться невеликий, покритий фресками Кафолікон. Ченці вирощують біля монастирських будівель овочі, а також займаються розведенням тварин, у тому числі птиці і мулів.

- Монастир Palea Filosofu — найстаріший монастир в ущелині, в даний час покинутий, знаходиться на західному схилі ущелини. Візантійський монастир, побудований у 960 році. Так само, як і  розташований навпроти, на іншому боці каньйону, Ajiu Ioannu Prodromu, точно прилягає до крутого скельного схилу.

- Монастир Nea Filosofu — XVII століття монастир на західному схилі ущелини. Фрески в Кафоліконі датуються 1663 роком. Монастир був побудований після того, як ченці залишили Palea  Filosofu.

- Монастир Emialon — монастир, побудований в 1605 році. Вхід в комплекс проходить через висічений у скелі тунель. Кафолікон, накритий округлим склепінням, прикрашають фрески 1608 року.

Недалеко від ущелини знаходяться також старовинні міста Карітена, Стемніца і Димитсана.
Річка Лусіос добре відома грецьким любителям рафтингу.

## Фотогалерея

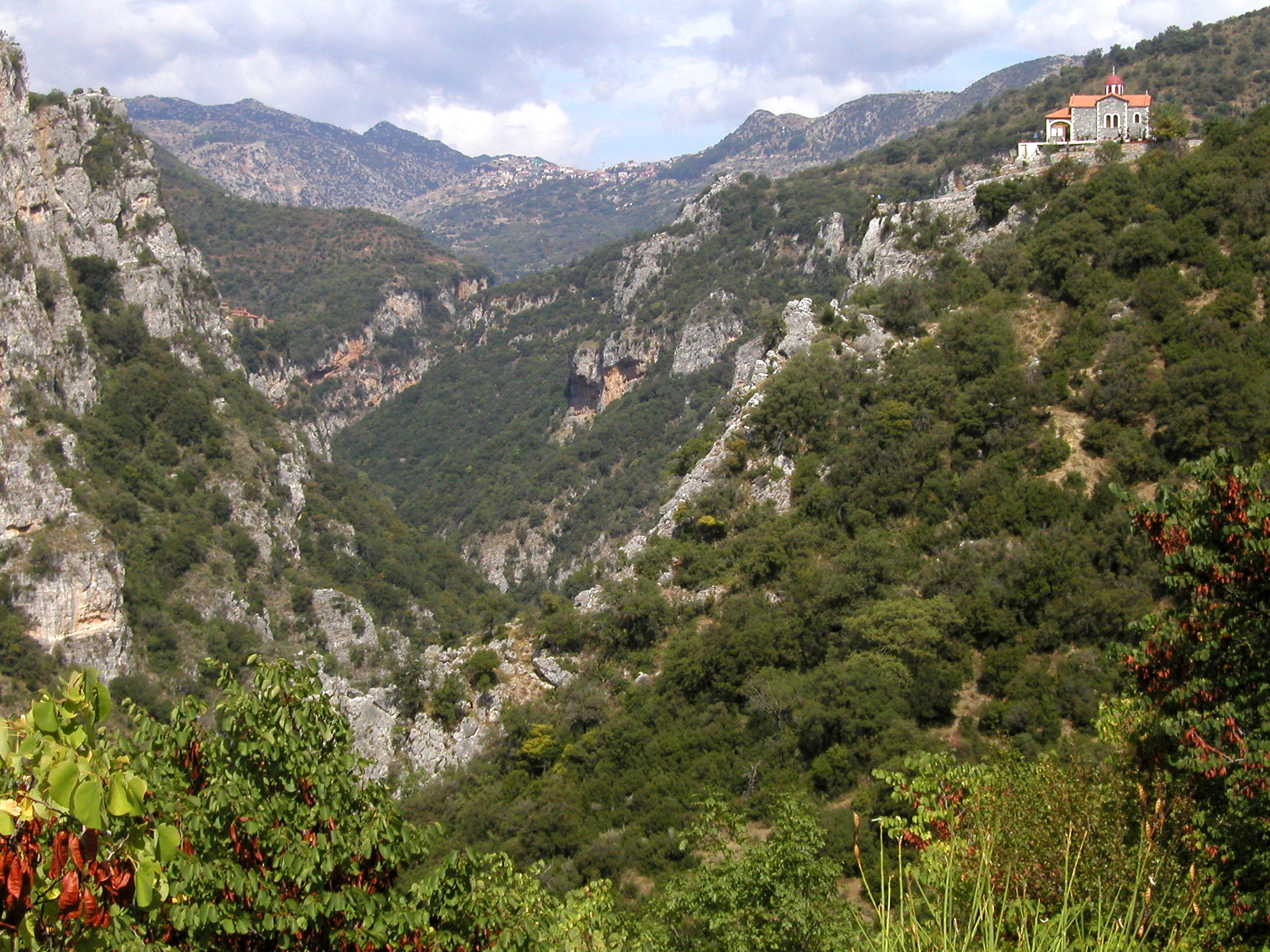
Вид на Мегалополі і долину Алфіос із Димитсана
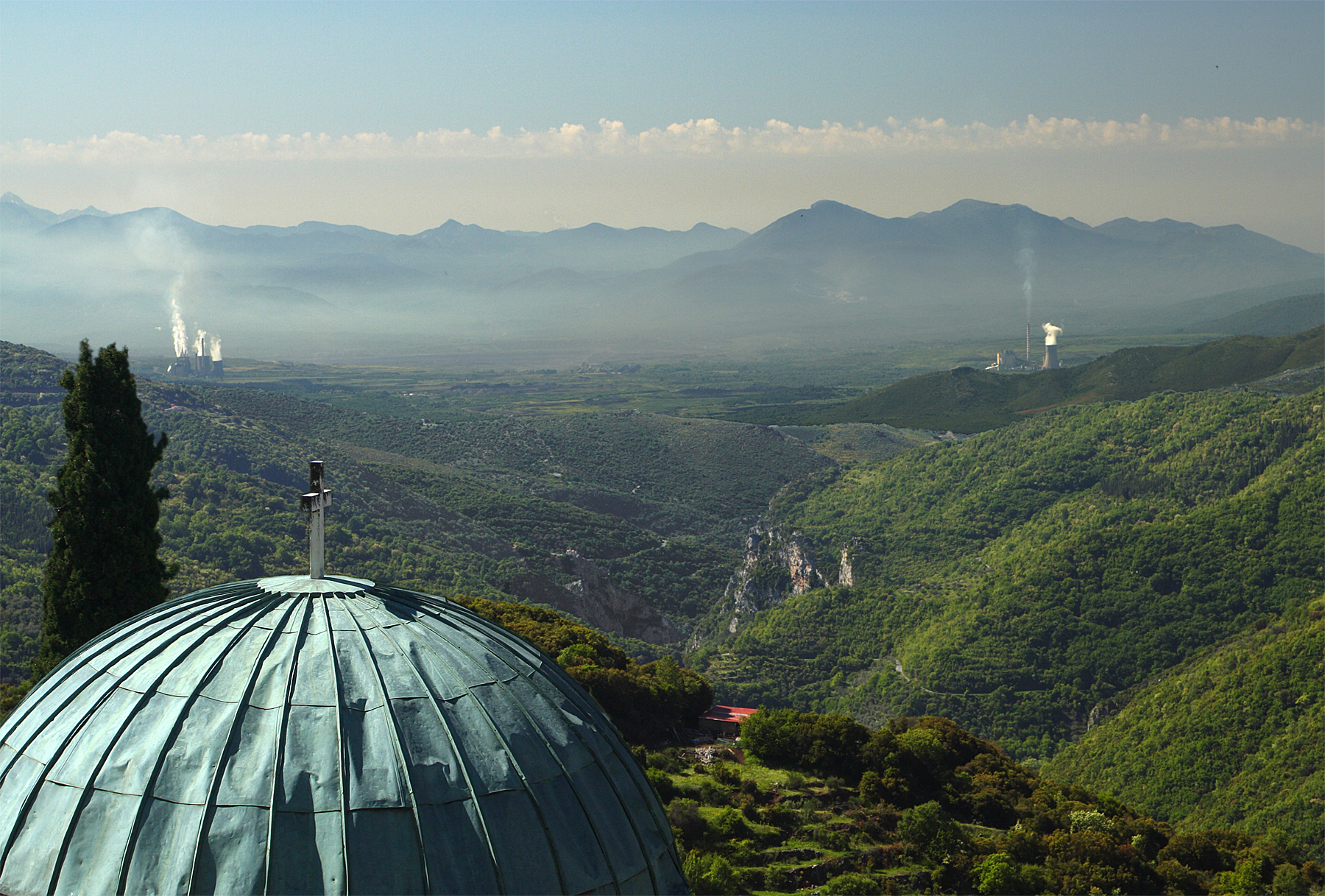
Монастир Prodromu ліворуч, Nea Filosofu праворуч
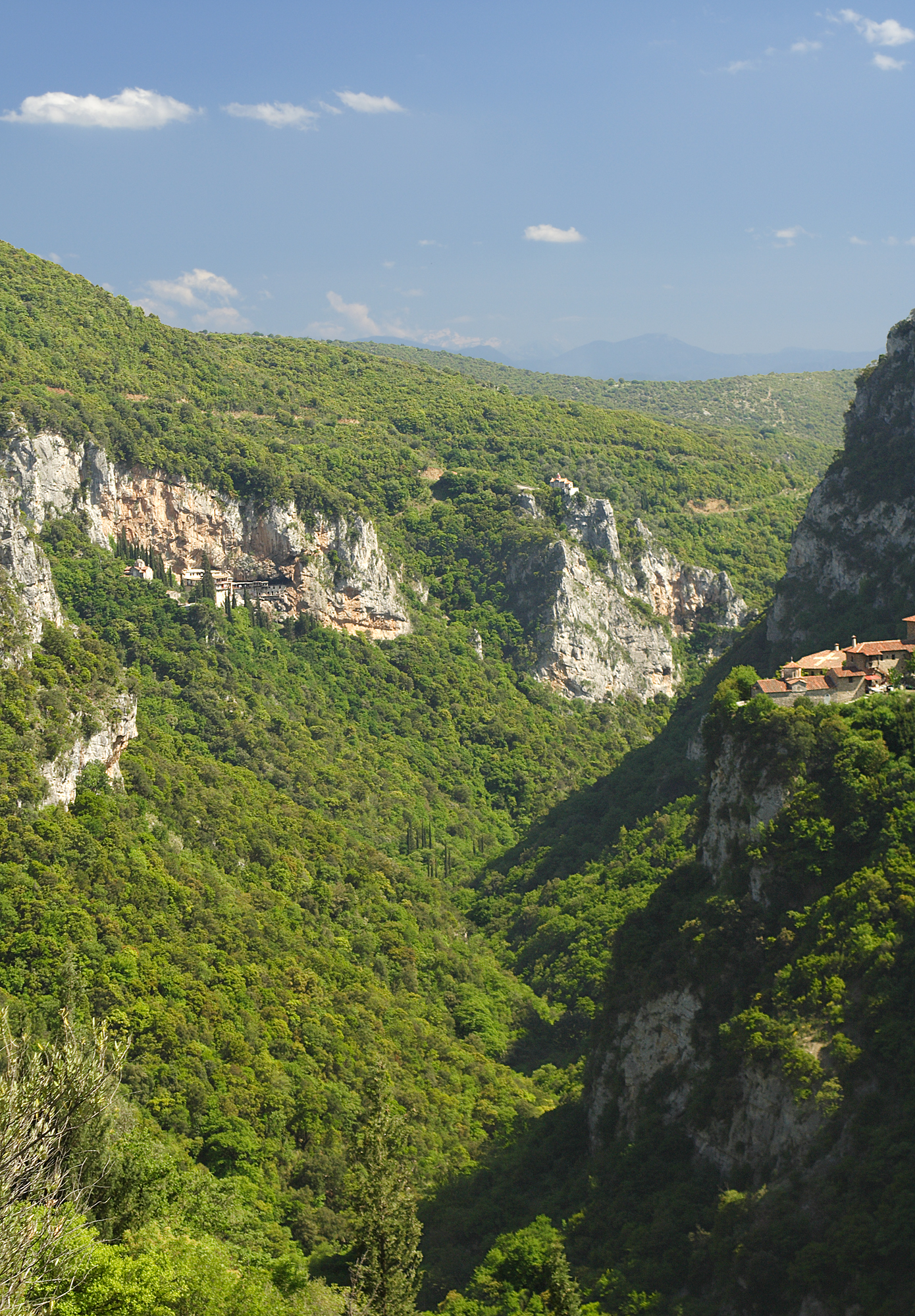
вид з монастиря Palea Filosofu
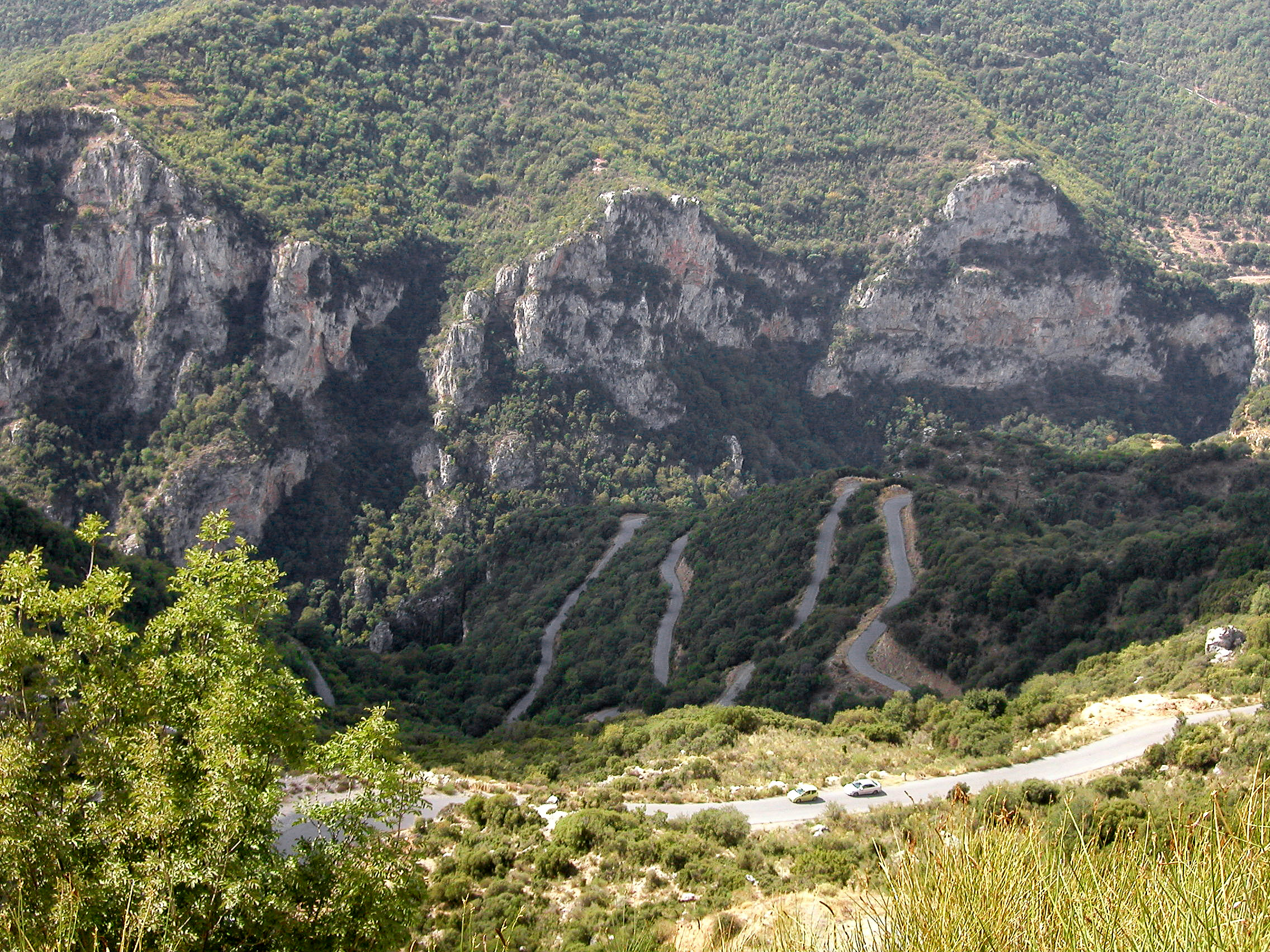
Монастир Ajiu Ioannu Prodromu
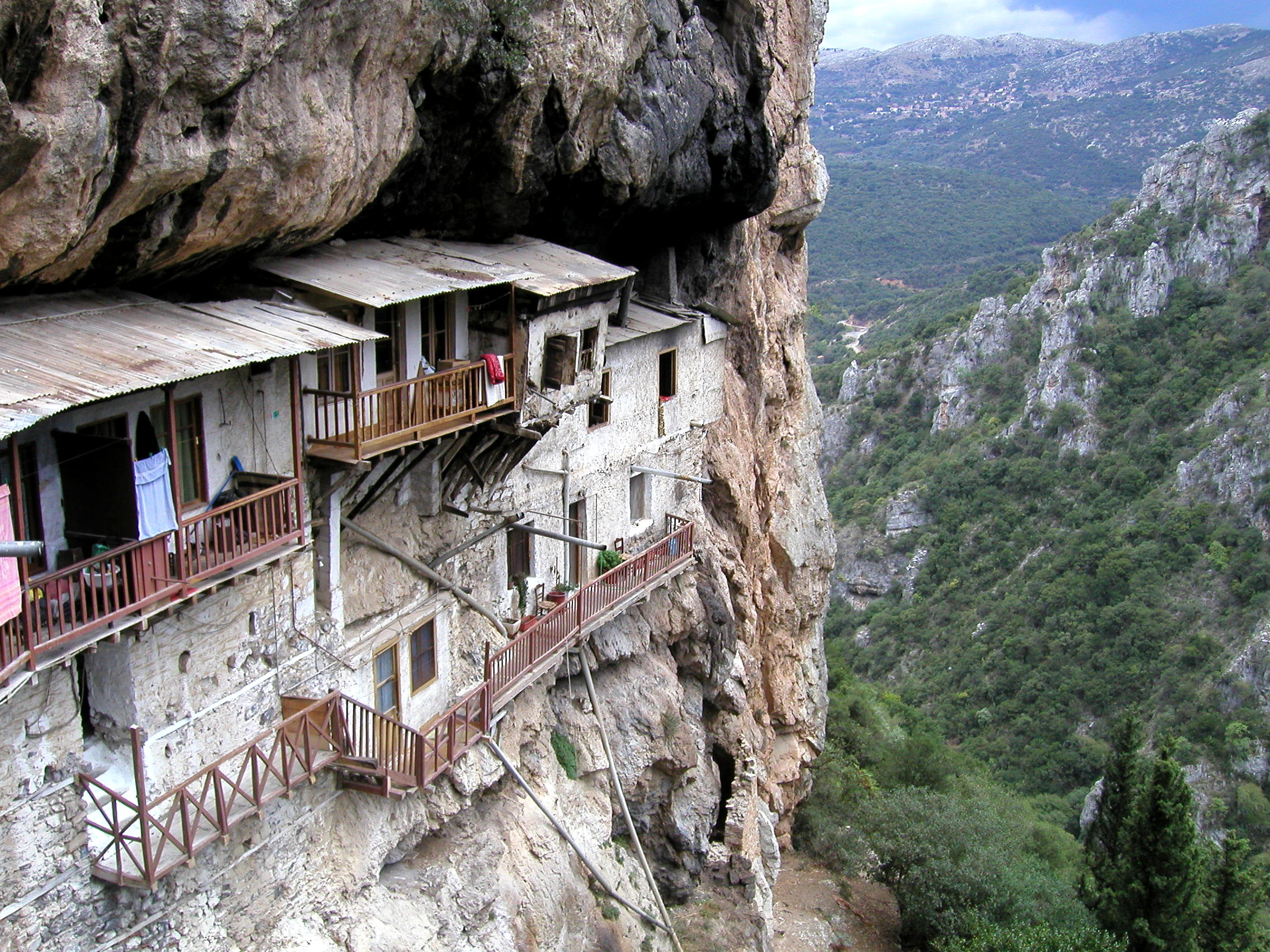
Монастир Palea Filosofu
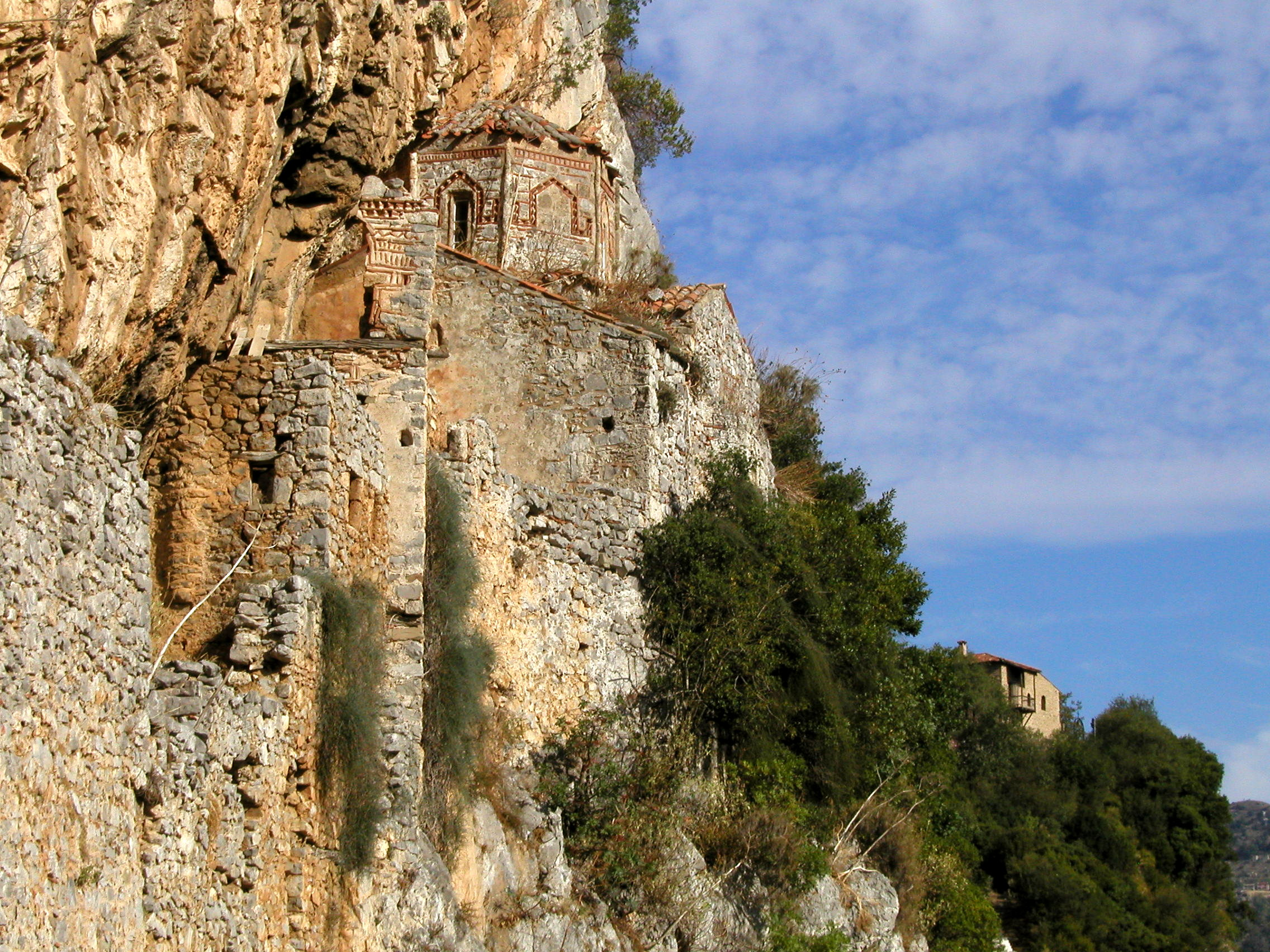